# Peter de Klerk
Peter de Klerk (1935. március 16. – Johannesburg, 2015. július 11.) dél-afrikai autóversenyző.

## Pályafutása
1963–1970 között a Formula–1-es világbajnokság négy futamán vett részt. Mind a négy alkalommal hazája versenyén indult. Pontot egy alkalommal sem szerzett, legjobb helyezése a 65-ös futamon elért tizedik pozíció volt.
Két alkalommal állt rajthoz a Le Mans-i 24 órás versenyen. 1966-ban, a német Udo Schütz társaként az összetett hatodik és a P2.0-es kategória harmadik helyén ért célba.

## Eredményei

### Teljes Formula–1-es eredménysorozata
(Táblázat értelmezése)

(Félkövér: pole-pozícióból indult; dőlt: leggyorsabb kört futott) 

| Év   | Csapat                      | Modell             | Motor      | 1      | 2   | 3   | 4   | 5   | 6   | 7   | 8   | 9   | 10     | 11  | 12  | 13  | Helyezés | Pont |
| ---- | --------------------------- | ------------------ | ---------- | ------ | --- | --- | --- | --- | --- | --- | --- | --- | ------ | --- | --- | --- | -------- | ---- |
| 1963 | Otelle Nucci                | Alfa Romeo Special | Alfa Romeo | MON    | BEL | NED | FRA | GBR | GER | ITA | USA | MEX | RSA Ki |     |     |     | -        | 0    |
| 1965 | Otelle Nucci                | Alfa Romeo Special | Alfa Romeo | RSA 10 | MON | BEL | FRA | GBR | NED | GER | ITA | USA | MEX    |     |     |     | -        | 0    |
| 1969 | Brabham Racing Organization | Brabham BT20       | Repco      | RSA Hn | ESP | MON | NED | FRA | GBR | GER | ITA | CAN | USA    | MEX |     |     | -        | 0    |
| 1970 | Team Gunston                | Brabham BT26       | Ford       | RSA 11 | ESP | MON | BEL | NED | FRA | GBR | GER | AUT | ITA    | CAN | USA | MEX | -        | 0    |

### Le Mans-i 24 órás autóverseny
| Év   | Csapat                        | Autó                     | Csapattárs  | Helyezés |
| ---- | ----------------------------- | ------------------------ | ----------- | -------- |
| 1966 | Porsche System Engineering    | Porsche 906/6L Carrera 6 | Udo Schütz  | 6.       |
| 1967 | Lola Cars Ltd. / Team Surtees | Lola T70 Mk.III          | Chris Irwin | Kiesett  |